# Brigade de Marine « San Marco »
La Brigade de Marine « San Marco » (italien : Brigata Marina « San Marco ») est une formation amphibie de la marine italienne créée le 1er mars 2013, lors de la réorganisation de la Force de débarquement de la marine. Son commandement est situé à Brindisi.

## Histoire
Une force de débarquement conjointe italo-espagnole (SILF - Spanish/Italian Landing Force) a été créée le 23 novembre 1996, afin d'intervenir dans les théâtres de combats internationaux au nom de l'OTAN.
Le SILF a été structuré sous la forme d'une brigade amphibie, composée de deux unités de manœuvre, dont le régiment «San Marco» , de l'infanterie de marine, artillerie, armes de défense antichars et anti aérienne, véhicules de reconnaissance et de démolition, ingénieurs, hélicoptères et support aérien, IFV et d'attaque.
Le 1er octobre 1999, la Force de débarquement de la marine a été créée, sous le commandement d'un contre-amiral, stationnée à la Base navale de Brindisi et formée en deux régiments : le régiment de « San Marco  » et le régiment « Carlotto », tous deux commandés par un capitaine et le groupe de barges de débarquement, commandé par un commandant.
La Force de débarquement a été renommée de 1er mars 2013 en Brigade de marine San Marco" , basée à Brindisi, mais composée de trois régiments, pour un total d'environ 3 800 marins. Il est commandé par un amiral qui relève directement du commandant en chef de la Marine italienne (CINCNAV).

### Organisation
- 1er régiment San Marco
- 2e régiment San Marco
- 3e régiment San Marco
- Gruppo mezzi da sbarco (bateaux de débarquement)